# Hilarion Pieczerski
Hilarion Pieczerski (zm. 1074) – święty mnich prawosławny.
O jego życiu niewiele wiadomo. Wzmianki o nim zachowały się w kontekście życia św. Teodozjusza Pieczerskiego; Hilarion dzielił z nim celę i był jego uczniem. Razem z nim prowadził życie oparte na surowej ascezie: cały rok pościł, cały czas spędzał na przepisywaniu ksiąg i modlitwie. Zmarł w 1074 jako schimnich, jednak data złożenia przez niego ślubów wielkiej schimy jest nieznana.
Kanonizowany jako jeden z Soboru Świętych Ojców Kijowsko-Pieczerskich spoczywających w Dalszych Pieczarach, gdzie też znajdują się jego relikwie.